# Talking Dreams
Talking Dreams je debutové studiové album americké indie popové kapely Echosmith. Vydané bylo 1. října 2013 vydavatelstvím Warner Bros. Records a obsahuje 12 originálních skladeb.

## Seznam skladeb
| Pořadí         | Název                 | Autor                                      | Délka |
| -------------- | --------------------- | ------------------------------------------ | ----- |
| 1.             | Come Together         | Echosmith, Jeffery David                   | 4:40  |
| 2.             | Let's Love            | Echosmith, Jeffery David                   | 3:03  |
| 3.             | Cool Kids             | Echosmith, Jeffery David, Jesiah Dzonek    | 3:57  |
| 4.             | Match into the Sun    | Echosmith, Jeffery David, Tom Leonard      | 3:22  |
| 5.             | Come with Me          | Echosmith, Jeffery David                   | 4:12  |
| 6.             | Bright                | Echosmith, Jeffery David, Maureen McDonald | 3:42  |
| 7.             | Talking Dreams        | Echosmith, Jeffery David, Tom Leonard      | 3:09  |
| 8.             | Tell Her You Love Her | Echosmith, Jeffery David                   | 4:07  |
| 9.             | Ran Off in the Night  | Echosmith, Jeffery David                   | 4:24  |
| 10.            | Nothing's Wrong       | Echosmith, Jeffery David                   | 3:34  |
| 11.            | Safest Place          | Echosmith, Jeffery David, Tom Leonard      | 4:16  |
| 12.            | Surround You          | Echosmith, Jeffery David                   | 3:30  |
| Celková délka: | Celková délka:        | Celková délka:                             | 45:56 |

| Bonusové skladby | Bonusové skladby | Bonusové skladby         | Bonusové skladby |
| Pořadí           | Název            | Autor                    | Délka            |
| ---------------- | ---------------- | ------------------------ | ---------------- |
| 13.              | Up to You        | Echosmith, Jeffery David | 3:48             |
| 14.              | We're Not Alone  | Echosmith, Jeffery David | 4:07             |
| Celková délka:   | Celková délka:   | Celková délka:           | 53:51            |

## Obsazení
Echosmith
- Graham Sierota – bicí
- Sydney Sierota – zpěv a klávesy
- Noah Sierota – baskytara a doprovodný zpěv
- Jamie Sierota – sólová kytara a doprovodný zpěv

Další hudebníci
- Jeffery David – bicí
- Mike Elizondo – klávesy, bicí, zpěv